# Consell de Supervisió del Banc Central Europeu
El Consell de Supervisió del Banc Central Europeu és el principal òrgan operatiu de presa de decisions del Banc Central Europeu en matèria de supervisió bancària, en el marc de la Supervisió Bancaria Europea. Es reuneix dues vegades al mes per discutir, planificar i dur a terme les tasques de supervisió del BCE. No és, però, l'òrgan decisori definitiu, ja que només elabora projectes de decisions per al Consell de Govern mitjançant un procediment de no objecció.

## Característiques
El Consell de Supervisió està integrat per un President, nomenat per un mandat de cinc anys no renovable; un vicepresident, escollit entre els membres del Consell Executiu del BCE; quatre membres designats directament pel BCE, coneguts com a representants del BCE; i representants de les autoritats nacionals competents. Si l'autoritat nacional de supervisió designada per un Estat membre no és el banc central nacional de l'estat, el representant de l'autoritat competent pot anar acompanyat d'un representant d'aquest banc central nacional. En aquests casos, els representants es consideren conjuntament com un sol membre a efectes del procediment de votació.
El Comitè de Direcció del Consell de Supervisió dóna suport a les seves activitats i prepara les seves reunions. Està integrat pel president i el vicepresident del Consell de Supervisió, un dels representants del BCE i cinc representants de les autoritats nacionals competents. Aquests cinc darrers representants són nomenats pel Consell de Supervisió per un any en funció d'un sistema de rotació que garanteix una representació justa dels països.

## Membres
Llista de membres actuals i passats d'aquest organisme

### Presidència
- Danièle Nouy (1 de gener de 2014 - 31 de desembre de 2018)
- Andrea Enria (1 de gener de 2019 - 31 de desembre de 2023)
- Claudia Buch (des de l'1 de gener de 2024)

### Vicepresidència
- Sabine Lautenschläger (11 de febrer de 2014 - 11 de febrer de 2019)
- Yves Mersch (7 d'octubre de 2019 - 14 de desembre de 2020)
- Frank Elderson (des del febrer de 2021)

### Representants del BCE
- Ignazio Angeloni (2014-2019)
- Sirkka Hämäläinen (2014-2016)
- Julie Dickson (2014-2017)
- Luc Coene (2015-2017)
- Pentti Hakkarainen (2017-2022)
- Edouard Fernandez-Bollo (2019-2024)
- Kerstin af Jochnick (2019-2024)
- Elizabeth McCaul (2019-2024)
- Anneli Tuominen (des del 2022)
- Sharon Donnery (des del 2024)
- Pedro Machado (des de 2024)
- Patrick Montagner (des de 2024)[2]

### Autoritats nacionals competents
- Àustria: Autoritat financera supervisora acompanyada per Banc Nacional d'Àustria (des de 2014)
- Bèlgica: Banc Nacional de Bèlgica (des de 2014)
- Bulgària: Banc Nacional de Bulgària (des de 2020)
- Croàcia: Banc Nacional de Croàcia (des del 2020)
- Xipre: Banc Central de Xipre (des de 2014)
- Estònia: Autoritat financera supervisora acompanyada pel Banc d'Estònia (des de 2014)
- Finlàndia: Autoritat financera supervisora, acompanyada pel Banc de Finlàndia (des de 2014)
- França: Autoritat de supervisió i resolució prudencial (des de 2014)
- Alemanya: Autoritat Federal de Supervisió Financera acompanyada pel Deutsche Bundesbank (des de 2014)
- Grècia: Banc de Grècia (des de 2014)
- Irlanda: Banc Central d'Irlanda (des de 2014)
- Itàlia: Banc d'Itàlia (des de 2014)
- Letònia: Banc de Letònia (des de 2014)
- Lituània: Banc de Lituània (des de 2015)
- Luxemburg: Commission de Surveillance du Secteur Financier acompanyada pel Central Bank of Luxembourg (des de 2014)
- Malta: Malta Financial Services Authority acompanyada pel Banc Central de Malta (des de 2014)
- Països Baixos: De Nederlandsche Bank (des de 2014)
- Portugal: Banc de Portugal (des de 2014)
- Eslovàquia: Banc Nacional d'Eslovàquia (des de 2014)
- Eslovènia: Banc d'Eslovènia (des de 2014)
- Espanya: Banc d'Espanya (des de 2014)